# Valdemārpils
Valdemārpils er beliggende i Talsis distrikt i det vestlige Letland og fik byrettigheder i 1917. Byen hed Sasmaka frem til 1926, hvor byen fik sit nuværende navn til ære for Krišjānis Valdemārs, der blev født 1825 i et nærliggende sogn, som i dag er en del af byen. Før Letlands selvstændighed i 1918 var byen også kendt på sit tyske navn Saßmacken.